# Monsieur-l'oignon-l'andouille
Monsieur-l'oignon-l'andouille est à l'origine un jeu imaginaire pratiqué dans la série de fiction Les Annales du Disque-monde de Terry Pratchett. Il est évoqué dans les romans : Trois sœurcières, Au guet !, Le Faucheur,Mécomptes de fées ainsi que dansNobliaux et sorcières.
Il a été adapté par le Dr Andrew Millard et Terence Tao pour être joué en tant que "vrai" jeu de cartes. Les règles et le design des cartes ont été publiés sur Usenet dès 1993. Le jeu contient des éléments de blackjack et de poker.
Les règles publiées sur Usenet ont été approuvées par Terry Pratchett.

## Définition
Jeu de cartes très complexe (appelé parfois épluche-oignon) auquel le Disque-monde s'adonne avec passion. Entre autres combinaisons gagnantes, citons : la paire d'oignons, la quinte intermittente, le double pain, le pentacle d'oignon, le double oignon, le triple oignon (trois rois et trois as) et le grand oignon que rien ne peut surpasser en dehors d'une séquence parfaite de neuf cartes.
Définition tiré de Disque-monde : le vade-mecum de Terry Pratchett et Stephen Briggs

## Le jeu
L'aspect le plus remarquable du jeu est qu'il nécessite un paquet contenant huit couleurs : un jeu normal (trèfle, carreau, cœur, pique), et un jeu espagnol - ou Tarot - (bâtons, épées, coupes et pièces).
Ceci représente les huit arcanes mineures d'un jeu de "Carot" du Disque-monde : bâtons, épées, coupes, pièces, octogones, éléphants, tortues et couronnes.
Le jeu divise ces 8 couleurs de cartes en paires logiques :  trèfles et bâtons, piques et épées, coupes et cœurs, et carreaux et pièces.
Note : Il est possible d'utiliser deux paquets "normaux", si l'on marque les cartes de manière à reconnaître les 4 "nouvelles" couleurs.

## Déroulement
Chaque joueur reçoit une main de dix cartes : 5 cartes cachées, puis 5 cartes non cachées.
À la réception de ses 5 premières cartes (cachées), le joueur peut en jeter jusqu'à quatre et en recevoir de nouvelles à la place. Il reçoit ensuite ses cinq cartes "ouvertes" (à l'exception du donneur, qui cache également ses cinq dernières cartes).
Le premier joueur commence, en essayant de former l'une des combinaisons gagnantes décrite plus loin, et en la révélant. Le joueur suivant doit alors créer une combinaison de plus forte valeur, ou se retirer. S'il expose une combinaison plus forte, le premier joueur peut alors tenter de créer une combinaison de valeur encore supérieure, ou se retirer.
On continue ainsi le processus, dans le sens des aiguilles d'une montre, jusqu'à ce qu'il ne reste qu'un joueur, qui gagne la main.

## Décompte des points
Les cartes "simples" valent le chiffre marqué sur celles-ci (ex : un 5 de cœur vaut 5), les figures valent 10 points, et les as valent un ou onze points, au choix du joueur.
Les combinaisons gagnantes, dans l'ordre croissant de valeur, sont les suivantes :
Parmi les combinaisons récurrentes, on trouve :
- Le Pain, deux cartes d'une valeur totale de 20 (9 et as, ou deux figures)
- L'Oignon, deux cartes d'une valeur totale de 21 (as et figure)

Ces combinaisons sont multiples : un Double Pain est constitué de deux Pains, un triple Pain est constitué de trois Pains... De même, un Double Oignon est constitué de deux Oignons, un Triple Oignon de trois Oignons...
- Le Pain, deux cartes de valeur totale 20 ;
- L'Oignon Simple, deux cartes de valeur totale 21 ;
- La Quinte Intermittente, trois cartes ou plus de valeur totale comprise entre 16 et 21 inclus, dont une seule n'est pas de la même paire de couleurs ;
- Le Brelan d'Oignon, trois cartes de valeur totale 21 ;
- Flush, comme la Quinte Intermittente, mais toutes les cartes doivent être de la même paire de couleurs ;
- Le Carré d'Oignon, quatre cartes de valeur totale 21;
- Le Royal Intermittent, une combinaison de 6-7-8, de n'importe quelle couleur ;
- Le Pentacle d'Oignon, cinq cartes de valeur totale 21;
- Le Royal, une combinaison de 7-7-7, de n'importe quelle couleur ;
- L'Hexagone d'Oignon, six cartes de valeur totale 21;
- Le Royal Sauvage, la combinaison 8-8-8 d'une main où les 8 sont "sauvages" (voir paragraphe suivant) ;
- L'Heptagone d'Oignon, sept cartes de valeur totale 21;
- Double Oignon, deux figures et deux as ;
- Triple Oignon, trois figures et trois as ;
- Petit Oignon, quatre figures et quatre as ;
- Grand Oignon, cinq figures et cinq as ;

## Les modificateurs
Les modificateurs peuvent être joués pour accroitre la valeur d'une main. Ces règles sont optionnelles (à part la règle de Monsieur-l'Oignon-l'Andouille) et peuvent être ou non incluses dans le jeu. Les modificateurs sont les suivants (certains sont nommés d'après des personnages du Disque-Monde) :
- Monsieur-l'Oignon-l'Andouille ou Estropier M. Oignon : si un joueur expose un Grand Oignon, un opposant peut exposer une flush de 9 cartes et gagner instantanément la main. Si un joueur expose un Grand ou un Petit Oignon, un opposant peut exposer une flush de 10 cartes et gagner instantanément la main. Un joueur avec une flush de 10 cartes peut également l'utiliser pour l'emporter sur un joueur qui aurait précédemment estropié un Oignon avec une flush de 9 cartes. (Monsieur-l'Oignon-l'Andouille est le seul modificateur non optionnel).
- Huit nul : Dans une main normale, le 8 peut être joué avec une valeur de 0 (ou de 8, au choix du joueur). Il peut donc être inclus dans un oignon existant, pour ajouter une carte sans changer la valeur totale (et transformer, par exemple, un carré d'oignon en pentacle d'oignon). Une fois joué comme carte nulle, le 8 devient une carte sauvage dans la main suivante (il peut alors remplacer n'importe quelle carte), et le modificateur ne peut pas être utilisé. À la main suivante, le 8 redevient normal, et le modificateur peut à nouveau être utilisé.
- Andouille sauvage : Quand les 8 sont sauvages, on ne peut pas Estropier M. Oignon si la flush courante contient plus de 8 sauvages que le Petit ou Grand Oignon que l'on tente d'estropier.
- L'In-Octavo : Quand les 8 sont sauvages, le regroupement des 8 des huit couleurs est considéré comme un petit oignon, mais bat tous les autres petits oignons. Il peut être estropié, comme un grand oignon.
- La Dame : un joueur peut révéler la dame de pique pour un de ces deux effets :
  - si aucun 8 de la main n'est sauvage, le joueur peut prendre deux cartes de la pioche, puis choisir une des deux cartes pour remplacer sa reine de pique.
  - s'il a des 8 sauvages, le joueur peut obliger n'importe quel adversaire à donner la valeur 1 à un des as qu'il a en main. L'adversaire choisit quel as est dévalué.
- Le Destin : Si la reine de pique a été jouée et remplacée par une autre carte de la pioche comme dit ci-dessus, le roi de coupe peut être lui aussi révélé et remplacé, empêchant ainsi le joueur qui a joué la reine de jouer ses as. Si des 8 sont sauvages, le roi de coupe peut être joué afin de leur réaffecter la valeur 8 ; mais s'il joue le roi de la sorte, tout autre joueur (pas le même!) qui a la dame de pique peut la révéler afin que les 8 restent sauvages.
- La Grande A'Tuin : Le joueur qui révèle la dame de pièces peut retirer huit de la valeur d'une des cartes et l'ajouter à la valeur d'une autre carte. Les valeurs des cartes doivent rester entre 1 et 11.
- Les Éléphants : un joueur qui révèle quatre cartes, chacune étant soit 9 soit 10 (ou un 8 sauvage), plus la reine de pièces, peut donner des points d'une carte à une autre pour faire un oignon de deux cartes, et peut prendre les autres 9 (respectivement 10) comme des un (2 respectivement). Cependant, n'importe quel autre oignon de deux cartes bat celui-là.
- L'Agent du Huit : Jouer un valet de carreau quand les 8 ne sont pas sauvages fait que les  joueurs qui ont utilisé un 8 en tant que valeur zéro ne peuvent plus jouer leurs as. Quand les huit sont sauvages, jouer le valet de carreau fait que les as ne peuvent plus être joués et les huit ne peuvent plus prendre les valeurs 1 et 11.
- La Mort : Jouer le roi d'épées "tue" une figure dans la main de chaque joueur en ayant au moins deux dans la main. Une figure "tuée" ne peut pas faire partie d'un oignon de deux cartes, et si les huit sont sauvages, les figures tuées ne peuvent pas non plus faire partie d'un oignon de trois cartes, mais peut toujours faire partie d'un autre groupe.
- L'Archichancelier : Quand il est joué, le valet de bâton est sauvage dans n'importe quelle main. Cependant, un joueur qui joue le valet de bâtons doit affecter la valeur 8 à tous les 8 qu'il joue. De plus, n'importe quel joueur peut jouer le roi d'épées après que le valet de bâtons a été joué, ainsi le valet de bâtons cesse d'être sauvage et tous les autres joueurs doivent montrer une carte qu'ils n'ont pas encore montrée.
- Le Fou : Si le valet de trèfle est joué par n'importe quel joueur avant que le premier joueur ait joué son premier groupe de cartes, les pains et les oignons échangent leurs places dans la valeur des combinaisons. Ainsi, le pain de deux cartes bat l'oignon de deux cartes, le pain de trois cartes bat l' oignon de trois cartes, ... mais le grand oignon reste supérieur à un grand pain. Il devient bien sûr possible pour un joueur d'"estropier M. Pain".